# Akira Suzuki
Akira Suzuki (japansk: 鈴木章, Suzuki Akira; født 12. september 1930 i Mukawa, Hokkaido) er en japansk kemiker og nobelprismodtager. Han udgav suzukireaktionen i 1979, som en organisk reaktion med en aryl- eller vinyl-borsyre med et aryl- eller vinyl-halid katalyseret med et palladium(0) kompleks.
Han blev tildelt Nobelprisen i kemi sammen med Ei-ichi Negishi og Richard F. Heck i 2010 for "palladiumkatalyserede krydskoblinger i organisk syntese", der er blevet kendt som en suzukikobling.
Suzuki var tilknyttet Hokkaido universitet i store dele af sin karriere.